# Pica-pau-gabonês
O pica-pau-gabonês (Dendropicos gabonensis) é uma espécie de ave piciforme da família Picidae  que vive na África ocidental e central.